# Zenon Jankowski
Zenon Jankowski   (Poznań, 22 de novembre de 1937) és un cosmonauta i aviador polonès retirat, coronel de la Força Aèria Polonesa i tripulant reserva de Mirosław Hermaszewski.

## Biografia
Nascut en una família de treballadors,el 1956 es va graduar al liceu d'educació general Marcin Kasprzak i va ingressar a l'Escola Superior d'Oficials d'Aviació de Radom. També es va formar a l'escola de Dęblin. El 13 de març de 1960 se li va atorgar el grau d'oficial primer. Fins i tot abans d'acabar els seus estudis, va rebre el títol de pilot instructor i durant dos anys després de graduar-se va ensenyar als joves cadets l'art de pilotar avions de combat. El 1966 va ingressar a l'Acadèmia de l'Estat Major de l'Exèrcit polonès Karol Świerczewski, on s'hi va graduar el 1969. Des de 1964 va pertànyer al Partit Obrer Unificat Polonès.
Després de graduar-se, va ser comandant d'un esquadró de caces-bombarders i navegant d'un regiment aeri. A la primavera de 1975, es va convertir en comandant adjunt d'un regiment aeri. El mateix any fou ascendit al grau de podpułkownik (equivalent a tinent coronel).
El 27 de novembre de 1976, va ser elegit juntament amb Mirosław Hermaszewski (aleshores major) com candidat al primer vol espacial d'un polonès en marc del programa Interkosmos. La formació al Centre de Formació de Cosmonautes Iuri Gagarin va començar el desembre de 1976, primer, com a investigador-cosmonauta en una tripulació amb Oleg Makàrov, i a partir de juliol de 1977 amb Valeri Kubàssov. La decisió que aquesta tripulació esdevindria finalment la de reserva, i no la principal, es va prendre poc abans de la data de llançament programada (es va arribar a emetre un segell postal a Polònia amb ell com a primer cosmonauta de Polònia). Durant el vol de la nau Soiuz 30 i de l'estació orbital Saliut 6 (27 de juny - 5 de juliol de 1978) va ser consultor del director de vol. Més tard va tornar a l'exèrcit, on es va retirar amb el grau de pułkownik (coronel).

## Condecoracions
- Creu de Comandant de l'Orde Polònia Restituta
- Creu d'Or al Mèrit
- Medalla d'or, plata i bronze "Per contribucions a la defensa del país"
- Medalla d'or, plata i bronze "Forces Armades al Servei de la Pàtria"
- Títol Honorífic i Insígnia de Pilot Militar al Mèrit de la República Popular de Polònia - 1978
- Insígnia de pilot
- Insígnia de paracaigudista
- Creu de Janek Krasicki- 1978
- Medalla del 60è Aniversari de les Forces Armades Soviètiques.[2]

## Documentals
- Wita was Polska, guió i direcció: Bohdan Świątkiewicz, Estudi de cinema "Czołówka", 1978, 41 min.[3]